# شرکت سرمایه‌گذاری صندوق بازنشستگی صنعت نفت
شرکت سرمایه‌گذاری صندوق بازنشستگی کارکنان صنعت نفت، (به‌اختصار: اوپیک) شرکت هلدینگ ایرانی است، که در زمینه مدیریت صندوق‌های بازنشستگی، مبادلات سهام، مدیریت سرمایه‌گذاری و مدیریت دارایی فعالیت می‌نماید.
شرکت سرمایه‌گذاری صندوق بازنشستگی صنعت نفت در سال ۱۳۷۹ توسط شرکت ملی نفت ایران، از دارایی‌های صندوق‌های بازنشستگی کارکنان صنعت نفت راه‌اندازی گردید و در سال مالی ۱۳۹۳ با درآمدی بالغ بر ۱۲ هزار میلیارد تومان، هفتمین شرکت برتر ایران بر پایه میزان درآمد سالیانه، شناخته شد.
دفتر مرکزی این شرکت در شهر تهران قرار دارد و بخشی از سهام آن، در بازار بورس تهران معامله می‌شود. از شرکت‌هایی که شرکت اوپیک اکثریت یا بخش قابل توجهی از سهام آنها را در اختیار دارد می‌توان به: شرکت سرمایه‌گذاری صنعت نفت،شرکت عملیات اکتشاف نفت ایران، بانک ایران زمین، حفاری شمال، بانک سینا، شرکت مهندسی و ساختمانی صبا نفت، شرکت نفت بهران، سبحان دارو، پتروشیمی اصفهان، سیمان فارس و خوزستان، شرکت معدنی و صنعتی چادرملو، شرکت لوله‌سازی اهواز، سرمایه‌گذاری غدیر، شرکت لبنیات پاک، شرکت بهنوش ایران و بیمه پارسیان، شرکت تأمین دکل صبا نفت، پتروشیمی مروارید، پتروشیمی فناوران، شرکت پتروپالایش کنگان، شرکت تلاش گستران آینده، شرکت مهندسی سروک آذر، شرکت نفت سپاهان، شرکت مهندسی و ساختمان صنایع نفت، پتروشیمی خارک، شرکت مهندسی و ساخت تأسیسات دریایی ایران و شرکت نفت جی اشاره کرد.